# Thondorf (Gemeinden Graz, Gössendorf)
Thondorf  ist ein Dorf im Grazer Feld in der Steiermark und Ortschaft und Katastralgemeinde der Gemeinde Gössendorf im Bezirk Graz-Umgebung. Eingemeindete Teile bilden die Katastralgemeinde Graz Stadt-Thondorf von Graz und den Stadtteil Thondorf im 7. Stadtbezirk Liebenau.

## Geographie und Geschichte
Das Dorf befindet sich am Südostrand von Graz, links der Mur. Die Ortschaft umfasst zirka 160 Gebäude mit 496 Einwohnern (Stand 1. Jänner 2025). Sie liegt auf etwa 340 m ü. A. Seehöhe als Straßendorf entlang der Kirchbacher Straße B 73. Das Ortschaftsgebiet erstreckt sich bis an die Mur, in die Augegend des Wasserwerks. Vom Grazer Stadtgebiet ist sie durch die Süd Autobahn A 2 getrennt, an die nahe Anschlussstelle Graz Ost besteht seit Dezember 2013 eine direkte Anbindung.
Nördlich der Autobahn liegen die Steyr-Daimler-Puch-Werke Thondorf („Zweier-Werk“, heute Magna Steyr). Der Grazer Stadtteil Graz-Thondorf entspricht diesem Werksgelände, die Katastralgemeinde Graz Stadt-Thondorf, die der Stadt eingemeindetes ehemaliges Umland von Thondorf darstellt, umfasst auch den Geländestreifen bis an das Murufer. Das ehemalige Ackerland wurde 1941 für die Rüstungsindustrie enteignet. Die durch Bombenangriffe großteils zerstörten Werksanlagen wurden wiederhergestellt und dem Stadtbezirk Liebenau zugeschlagen. Neben Fahrzeugen (etwa dem Puch 500) Fahrrädern (Waffenrad) und Bauteilen für Flugzeugmotoren werden dort bis heute Rüstungsgüter (Puch-Haflinger, Puch-Pinzgauer, Puch G) produziert.
Früher war Thondorf eine selbstständige Gemeinde.

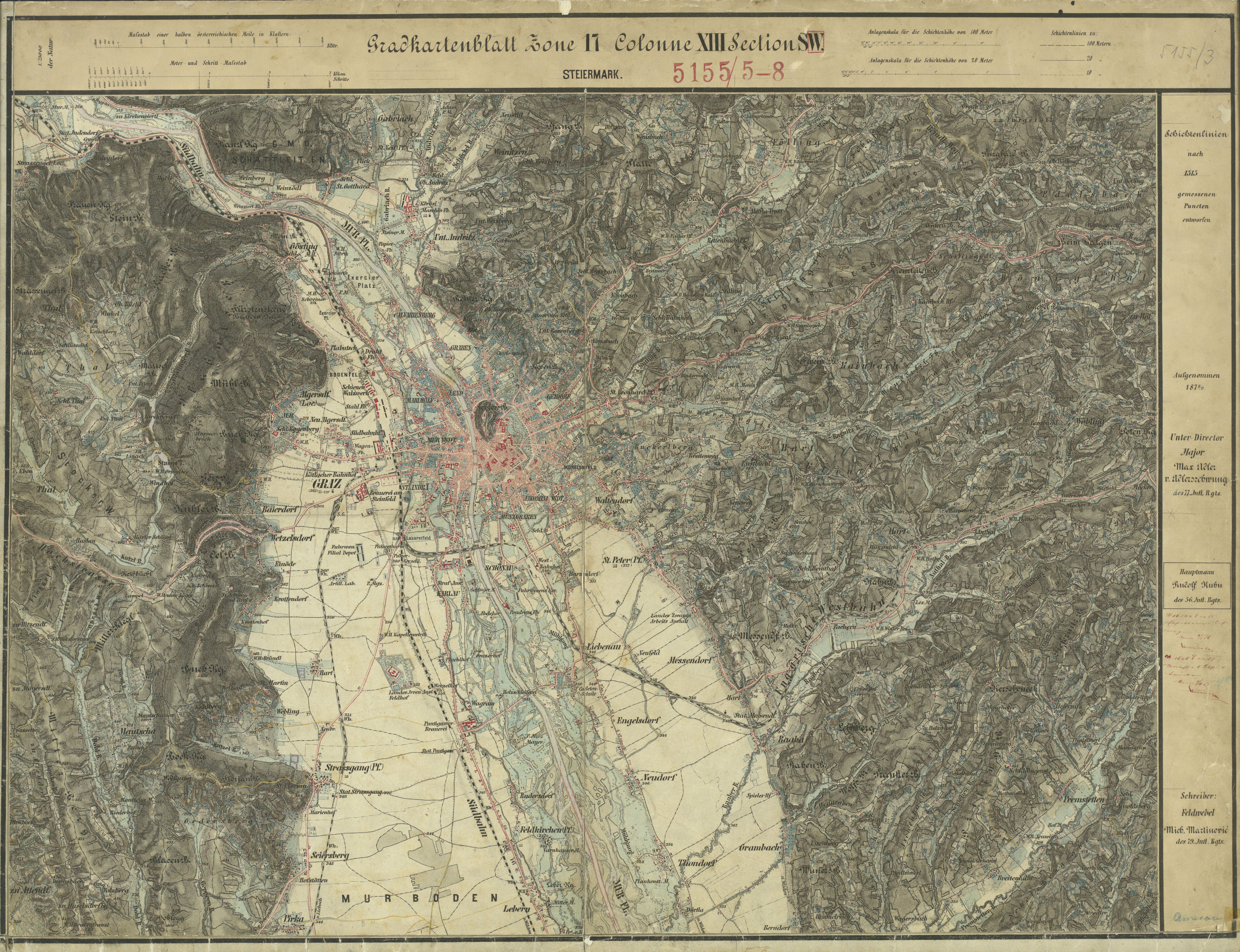
Bl.17 Col.XIII Sec.SW (5155/3), Franzisco-josephinische Landesaufnahme 1879; Thondorf ganz unten, mittig

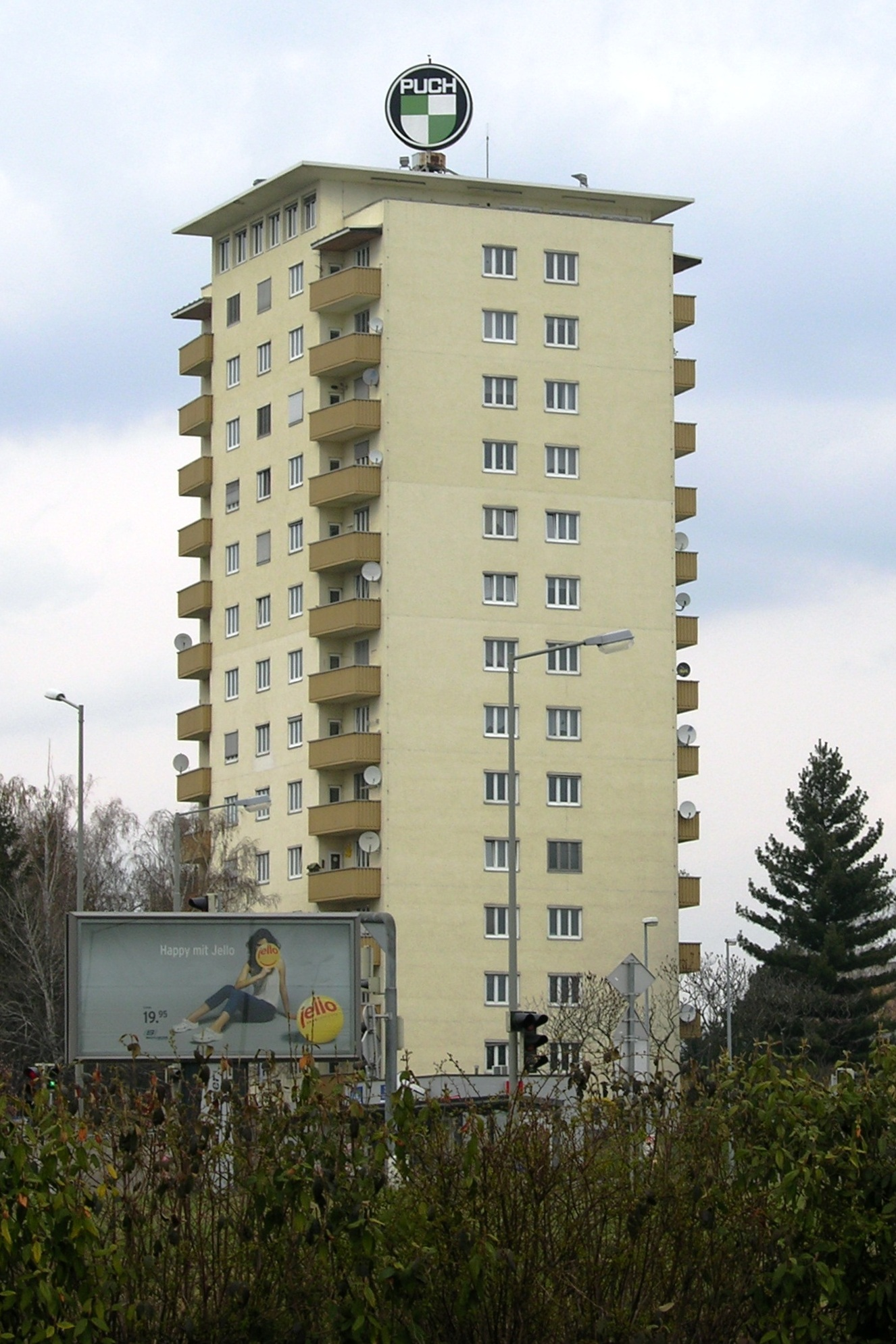
Puch-Hochhaus Graz-Thondorf

Nachbarorte
| Feldkirchen b.G. (Gem.)              | Murfeld u. Neudorf (Stadt Graz)             | Raaba (Gem.)                     |
| Lebern (Gem. Feldkirchen b.G.) • Mur | Kompassrose, die auf Nachbargemeinden zeigt | Grambach (Gem.)                  |
|                                      | Dörfla                                      | Grünfeldsiedlung (Gem. Grambach) |